# 申文炳
申文炳（910年—959年），字国华，五代十国后唐、后晋、后汉、后周官员，洛阳人。
父亲申鄂，唐朝左千牛卫将军。申文炳长兴年间进士擢第，初任中正军节度推官，历任孟州、怀州支使，郓城、陕县二县县令，由澶州观察判官入朝为右补阙。后晋开运初年，授虞部员外郎、知制诰，转任金部郎中充职。广顺年间，为学士，转任为中书舍人、知贡举。枢密王朴以李庆写的“醉轻浮世事，老重故乡人”一联推荐给申文炳。申文炳让他担任第三名。显德五年秋，因病解职，授左散骑常侍。显德六年秋，在家中去世，时年五十岁。申文炳写文章典雅，有训诰之风。性情纾缓，待士大夫以礼，中年去世，都感到可惜。